# Новая кухня

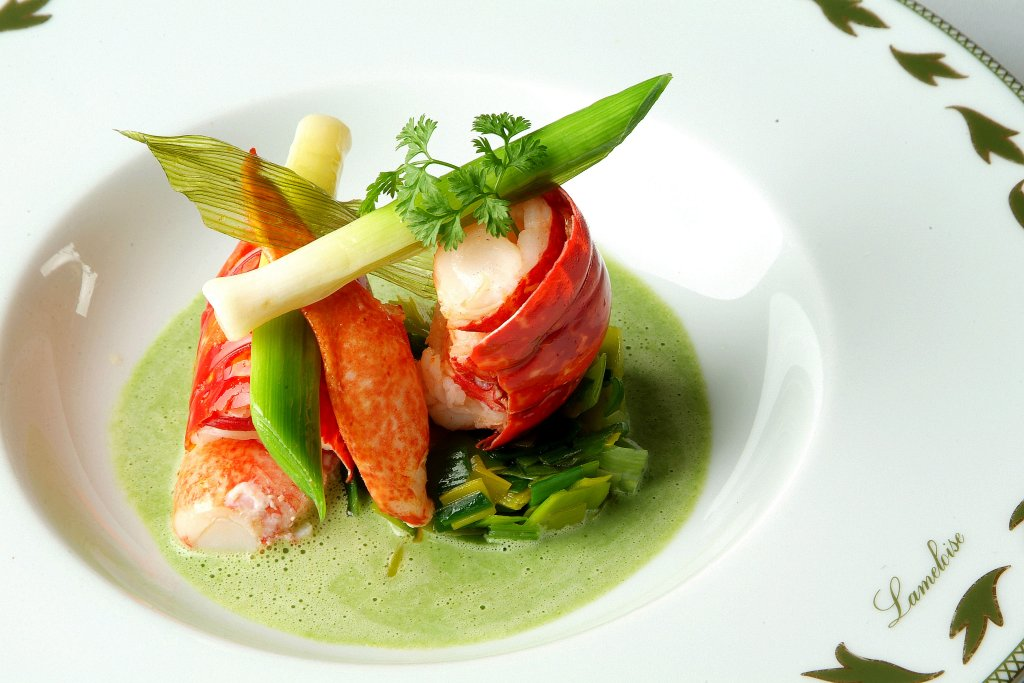
Блюдо, приготовленное в стиле «новой кухни»

«Новая кухня» (фр. nouvelle cuisine) — направление в кулинарии, возникшее в 1960—1970-х годах во Франции; характеризовалось как революционное и нарушающее существовавшие на тот момент основы французской кухни.

## История
До 1960-х годов во Франции доминировала традиционная кухня со строгим набором блюд и технологий их приготовления, известная как «высокая кухня». Пионером нового направления приготовления блюд стал Фернан Пуан (Fernand Point), поощрявший своих учеников к смелым экспериментам. Создателями новой кухни считаются последователи Пуана, в том числе Поль Бокюз, Андре Гайо, Кристиан Мийо (Christian Millau) и Анри Го (Henri Gault).
Начиная с 1969 года трое последних стали издавать ежемесячный «Путеводитель по новому» (Le Nouveau Guide, он же Gault et Millau), на страницах которого выступали против тогдашних кулинарных традиций, рассказывали о художественном оформлении блюд, новых кулинарных приёмах и пропагандировали использование свежих ингредиентов.
В 1972 году Го назвал направление «новой кухней», хотя, как он заявлял впоследствии, его стоило бы именовать «независимой кухней». Термин был впервые зафиксирован в вышедшей тогда же книге «Го и Мийо за столом». Критически настроенные кулинары, поддерживавшие идеи «новой кухни», выступали против Красного гида Мишлен, являвшегося, по их мнению, опорой консервативной кухни, не учитывавшей достижения шеф-поваров новой волны, и в итоге начали публиковать собственный «Путеводитель по новому».

## Суть
Повара-сторонники «новой кухни» стремились к максимально естественному вкусу, консистенции и цветам ингредиентов своих блюд, достигавшимся за счёт сбалансированного использования сахара, жиров и углеводов, но вместе с тем допускали неожиданные сочетания ингредиентов и блюд. Одним из важнейших принципов направления была работа повара над блюдом с самого начала его приготовления; работа с разогреваемыми блюдами, что было стандартным для ресторанов старого стиля, придерживавшихся традиционной кухни, исключалась. Все ингредиенты для приготовления блюд должны были быть свежими и проверенными; время приготовления блюд из мяса, рыбы и морепродуктов по сравнению с традиционной кухней было существенно сокращено, что оказывало значительное влияние на их вкус и внешний вид. Жирные и густые соусы, такие как бешамель, исключались; готовка на огне заменялась готовкой на пару; в процессе приготовления пищи использовалось современное кухонное оборудование, в том числе микроволновые печи. Основой для множества рецептов стали традиции региональной и иностранной кухонь, в первую очередь японской. Повара готовили тарелки с блюдами в кухонных помещениях, а не в залах со столами, как в традиционной кухне; при приготовлении блюд также учитывались различные диетические рекомендации.

## Критика и влияние
«Новая кухня» фактически сразу же с момента своего появления была подвергнута масштабной и разнообразной критике. Известный американский кулинарный критик Джулия Чайлд, например, осуждала слишком непродолжительную термическую обработку мяса и овощей, что, по её мнению, лишало блюда из них привычного вкуса. Многие критики также указывали на несогласованность в рецептуре и отсутствие единого стиля в направлении; французский повар Андре Дагин, говоря о «новой кухне», отмечал, что «все об этом говорят, но никто не знает, что это такое». Критика «новой кухни» была направлена также против небольших порций и высоких цен. Вместе с тем, несмотря на волну критики, «новая кухня» установила определённые новые тенденции в мировой кулинарии. Сторонники этого направления отмечают его положительное воздействие на здоровье вследствие отказа от производства продуктов питания промышленным способом, а также на свежесть и оригинальность вкусов. «Новая кухня» рассматривается не только как совокупность новых тенденций в гастрономии, но и как социальное движение.